# Die Landpost
Landpost hieß eine wöchentlich erscheinende Agrarzeitschrift. Sie war vor allem in Baden-Württemberg, ferner in Bayern, Hessen und den fünf Neuen Bundesländern verbreitet.
Das Wochenblatt war agrarpolitisch unabhängig und behandelte Themen wie Agrarpolitik, Tierhaltung, Pflanzenbau, Ökolandbau, Sonderkulturen sowie Informationen aus dem Verband der Agrargewerblichen Wirtschaft (VdAW) e.V. Ebenso enthielt die Landpost aktuelle Daten des Tier- und Finanzmarktes und präsentierte Neuheiten aus Industrie und Wirtschaft. In einem gesonderten Teil für Landfrauen wurden unter anderem Rezepte, Themen rund um Haus und Garten, Familie und Gesundheit sowie ein Fortsetzungsroman veröffentlicht.
Über die Landpost hielt der Verband auch Kontakt zu seinen Mitgliedern, die diese Zeitschrift im Postzeitungsvertrieb kostenlos zugesandt bekamen. Sie war nicht nur als Informationsmittel gedacht, sondern gab durch den „Leserbrief“ allen Mitgliedern die Möglichkeit zu aktuellen Themen Stellung zu nehmen. Verbandsmitarbeiter standen auch für telefonische Anfragen zur Verfügung.
Die Zeitschrift erschien im Dr. Neinhaus Verlag. Die Ersterscheinung erfolgte im Jahr 1946 und hatte eine Auflage von ca. 20 000 Exemplaren. Ende 2015 wurde sie eingestellt. Erscheinungstag war Samstag. Die Geschäftsführung hatte Erich Reich, Chefredakteurin war Christina M. Dußle.